# Rhodanthidium aculeatum
Rhodanthidium aculeatum är en biart som först beskrevs av Johann Christoph Friedrich Klug 1832.  Rhodanthidium aculeatum ingår i släktet Rhodanthidium och familjen buksamlarbin. Inga underarter finns listade i Catalogue of Life.